# Alexander Alexandrowitsch Mikulin

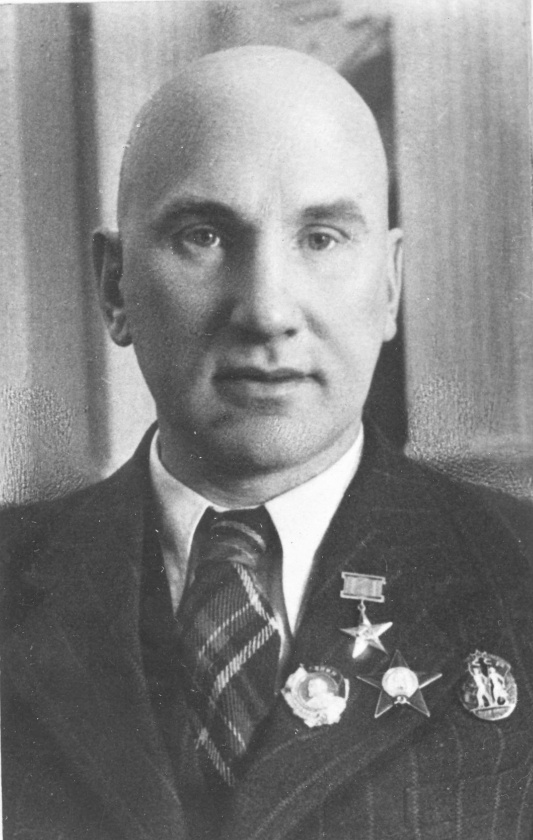
Alexander Mikulin, 1941

Grabbüste Mikulins auf dem Nowodewitschi-Friedhof

Alexander Alexandrowitsch Mikulin (russisch Александр Александрович Микулин, wiss. Transliteration Aleksandr Aleksandrovič Mikulin; * 2. Februarjul. / 14. Februar 1895greg. in Wladimir; † 13. Mai 1985 in Moskau) war ein sowjetischer Triebwerkskonstrukteur.

## Leben
Alexander Mikulin wuchs im Hause seines Onkels Nikolai Jegorowitsch Schukowski (1847–1921) auf. Dieser Aerodynamiker gilt als einer der Väter der russischen Luftfahrt. Nach dem Ende seiner Realschulzeit begann Mikulin 1912 ein Studium am Polytechnischen Institut in Kiew, wo er mit dem späteren Hubschrauberkonstrukteur Igor Sikorski zusammentraf und mit ihm einen Einzylindermotor konstruierte. Nach einem Praktikum als Schlosser und Former in den RBWS-Werken in Riga 1914 wechselte er zur Kaiserlichen Technischen Hochschule in Moskau. Während seines Studiums entstand dort 1916 in Zusammenarbeit mit Boris Stetschkin das erste russische Flugtriebwerk AMBS-1 mit 300 PS bei 1800/min. 1922 schloss Mikulin sein Studium ab.
1923 begann Mikulin seine Arbeit im NAMI (Wissenschaftliches Institut für Automotoren) unter Leitung von Stetschkin. 1926 wurde er Chefkonstrukteur des NAMI.
Zunächst entwickelte Mikulin, der in seiner Kindheit auch Englisch und Deutsch gelernt hatte, von 1925 bis 1928 auf Basis von Hugo Junkers’ Entwürfen den AM-13, einen V-12-Motor von 880 PS bei 2150/min. Mit diesen Erfahrungen begann Mikulin ab 1930 am im gleichen Jahr gegründeten Zentralinstitut für Flugmotoren (ZIAM) die Konstruktion und Entwicklung des ersten russischen Flugmotors mit Wasserkühlung, des Mikulin AM-34, der mit Kompressor bis zu 920 kW leistete. Das Triebwerk ging 1931 in die Serienproduktion und wurde durch die Langstreckenflüge der Tupolew ANT-25 bekannt. 1936 eröffnete Mikulin sein eigenes Versuchkonstruktionsbüro, wo er 1937 den ersten sowjetischen Motor für große Höhen, den AM-35, konstruierte. Er kam vorzugsweise im Höhenjäger MiG-3 und im Fernbomber Pe-8 zum Einsatz. Bekannteste Konstruktion und einer der meist gebauten Flugmotoren überhaupt war der AM-38F mit etwa 1300 kW, der insbesondere in die Iljuschin Il-2 eingebaut wurde. Mikulin entwickelte ebenfalls die erste sowjetische Verstellluftschraube sowie später den ersten Turbinenverdichter.
1943 wurde das Kollektiv NTK „Sojus“ Mikulin in Moskau als Werk Nr. 300 durch das Ministerium der Luftfahrtindustrie ins Leben gerufen. Bereits zu diesem Zeitpunkt beschäftigte sich Mikulin neben der Weiterentwicklung von Kolbentriebwerken auch mit Strahltriebwerken.
Im selben Jahr, am 27. September wurde Mikulin auch Mitglied der Sowjetischen Akademie der Wissenschaften. 1940 wurde ihm der Orden Held der sozialistischen Arbeit verliehen, 1944 wurde er zum Generalmajor-Ingenieur ernannt. 1933 erhielt er den Orden des Roten Sterns. In den Jahren 1941–1943 und 1946 erhielt er den Stalinpreis, 1940, 1945 und 1947 den Leninorden, 1944 und 1945 den Suworow-Orden I. Klasse und 1975 den Rotbannerorden der Arbeit sowie 1985 den Orden der Völkerfreundschaft.
Nach dem Zweiten Weltkrieg widmete sich Mikulin der Fertigung von Gasturbinen für die Luftfahrt, wobei er auch mit dem in die Sowjetunion gebrachten deutschen Junkers-Konstrukteur Brunolf Baade zusammenarbeitete. In den 1950er-Jahren entwickelten Mikulin und Tumanski das seinerzeit stärkste Strahlturbinen-Triebwerk der Welt, das Mikulin AM-3M mit 9500 kg Schub, das ab 1952 für den ersten Passagierjet der Sowjetunion, der Tupolew Tu-104, in Produktion ging.

## Flugmotoren
- M-17 für Tupolew TB-3

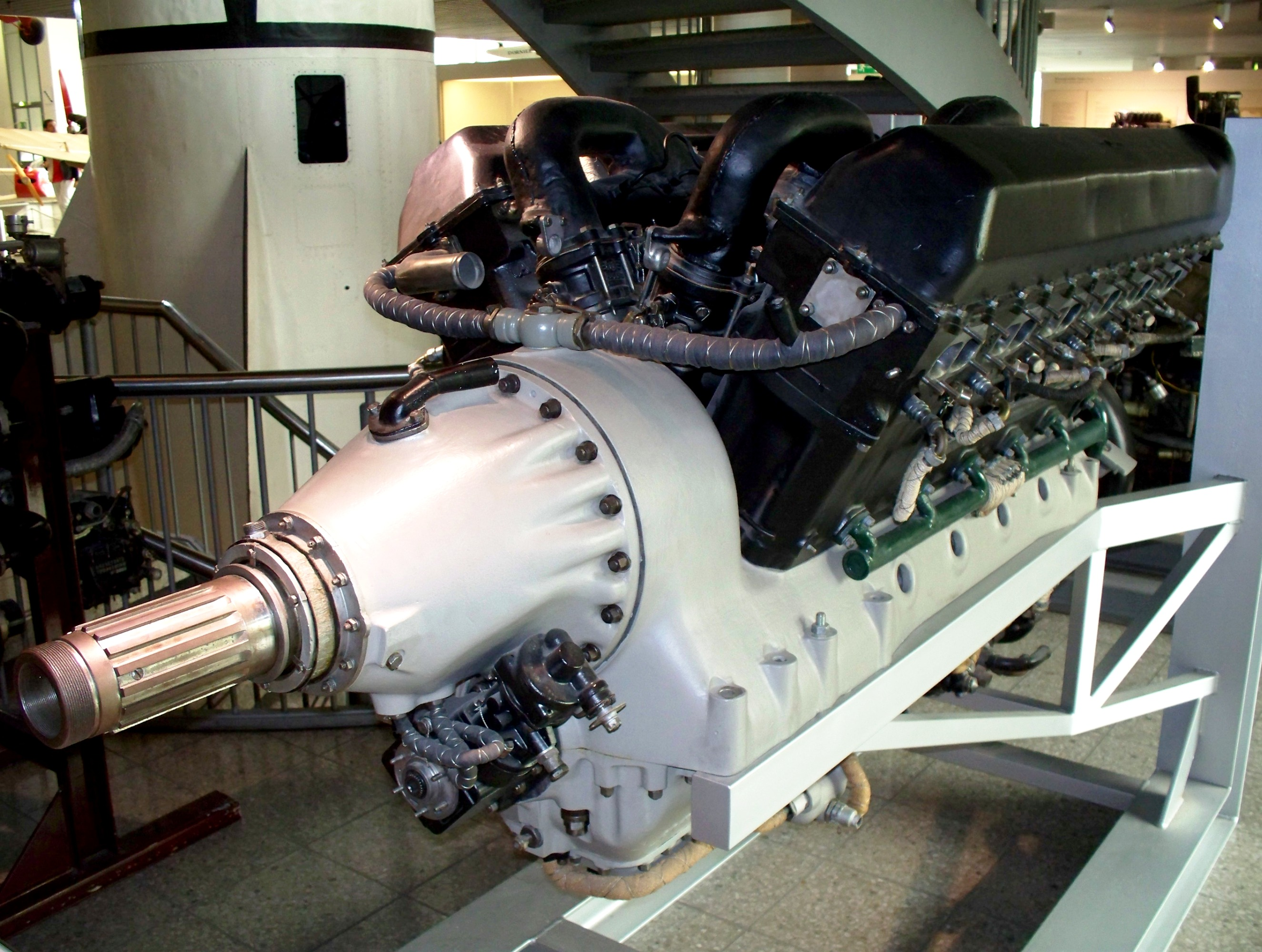
Mikulin AM-42

- AM-34 für Tupolew ANT-25 und Polikarpow I-Z
- AM-35 für Mikojan-Gurewitsch MiG-1, MiG-3 und Petljakow Pe-8
- AM-38 für Iljuschin Il-2
- AM-39 für MiG I-220, I-221 und I-222
- AM-42 für Iljuschin Il-8 und Suchoi Su-6

## Strahltriebwerke
- Mikulin AMBS-3
- Mikulin AM-3 Turbojet für Tupolew Tu-104